# المپیک استیل
المپیک استیل (انگلیسی: Olympic Steel) شرکت فولاد آمریکایی است، که در سال ۱۹۵۴ تأسیس شد.